# Fadlawayh
Abu l-Abbas Fadlawayh ibn Ali ibn al-Hasan ibn Ayyub (Fadlun segons Ibn al-Athir, Fazluya en persa), que portà el títol de Nizam al-Din Fazl Allah, fou cap de la subtribu kurda dels Ramani dins dels Xabanqara (també es pot trobar com a Šabānkāra o shabankares) que governava a la regió muntanyosa de Kohgiluya dins la regió anomenada també Xabankara.
Fadlawayh fou enviat pel seu pare Ali ibn al-Hasan ibn Ayyub al visir buwàyhida Sahib Adil o Saheb-i Adei (Mohaḏḏib al-Dawla Abū Manṣūr Fasawī), al servei d'Imad al-Din Abu Kalidjar Marzban (1024-1048) i va sol·licitar ser elevat a una posició política. El visir el va posar al seu servei i li va donar després el títol de sipahsalar; no obstant més tard el sultà buwàyhida Abu Nasir Khusraw Firuz Malik al-Rahim va executar al visir i Fadluwayh va dèixar secretament de ser lleial als buwàyhides (vers 1055).
Abu Mansur Fulad Sotun ibn Abu Kalidjar (successor del seu pare com a governador al Fars) instigat per la seva mare, va atacar als xabanqara, però Fadlawayh el va capturar, empresonant-lo en una fortalesa anomenada Pahan Dez (vers 1057), on va morir (la seva mare fou deixada morir de calor en un bany calent); Fadlaway es va apoderar de Fars, i va reconèixer la sobirania de Toghrul Beg (mort el 1063).
Sota Alp Arslan (1064-1072) Kara Arslan Kawurd, emir seljúcida de Kirman, fou enviat a conquerir Fars. Fadlawayh va apel·lar a propi Alp Arslan al que va prometre un important tribut si li permetia conservar Fars, i el seljúcida va acceptar (vers 1065). Llavors va governar aquesta provincià amb capital a Guixnabad (Gošnābād o Jošnābād) al nord-est de Fasa (però també va estar alguns moments a Darabgerd i Siraz.
Llavors es va proclamar independent d'Alp Arslan i va deixar d'enviar el tribut acordat (vers 1070 o 1071). Es va fer fort al castell de Khworxa prop de Jahrom, però la revolta va fracassar i després de 16 dies de combats, Nidham-al-Mulk, visir d'Alp Arslan, va ocupar la fortalesa. Fadlawayh va demanar la pau i va oferir reparacions i fou perdonat i reinstal·lat. Però quan el 1071 o 1078 es va tornar a revoltar i va negar altre cop el tribut, Nidham-al-Mulk va retornar. Fadluwayh es va refugiar en una fortalesa, i els defensors mancats d'aigua aviat es van rendir. Fadlawayh va provar de fugir però fou capturat i enviat a Alp Arslan que li va perdonar la vida segons Ibn al-Athir i segons Ibn al-Bakri el va fer tancar a la fortalesa d'Ixtakhr on va morir o fou executat en intentar escapar (1071 o 1078).
El control de Fars va passar a Màlik-Xah que va nomenar governador a Turanxah, fill de Kawurd. No obstant els successors de Fadlawayh van poder explotar les rivalitats entre els prínceps seljúcides i mantenir un poder local fins a la seva eliminació pels muzaffàrides (1314, vers 1350 o 1424)